# Cercopimorpha postflavida
Cercopimorpha postflavida är en fjärilsart som beskrevs av Rothschild 1912. Cercopimorpha postflavida ingår i släktet Cercopimorpha och familjen björnspinnare. Inga underarter finns listade i Catalogue of Life.